# Phlebiella paludicola
Phlebiella paludicola är en svampart som beskrevs av Hjortstam & P. Roberts 1995. Phlebiella paludicola ingår i släktet Phlebiella, ordningen Polyporales, klassen Agaricomycetes, divisionen basidiesvampar och riket svampar.   Inga underarter finns listade i Catalogue of Life.